# 國華航空
國華航空（英語：Formosa Airlines）是一間以台灣臺北市為基地的航空公司，於1987年成立。1999年8月8日合併至華信航空。

## 歷史

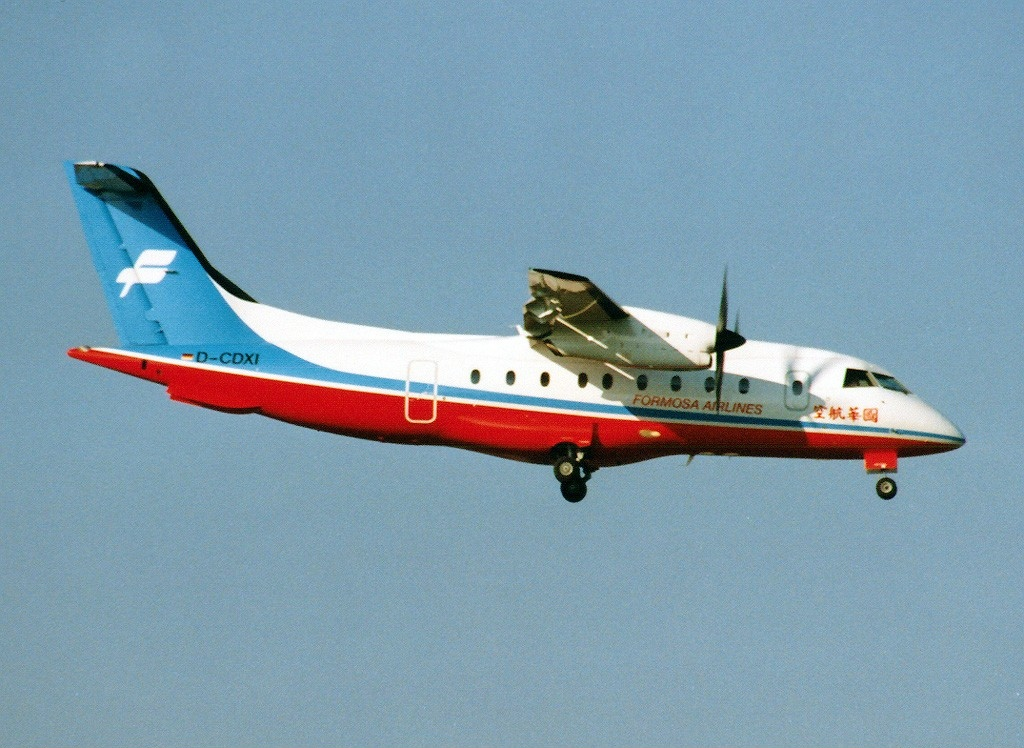
國華航空塗裝的多尼爾328，事實上並未交機。

1966年5月5日，永興航空公司成立，該公司是國華航空的前身。1994年10月，永興航空與诚洲电子集團结盟並更名為國華航空公司；1996年7月1日，中華航空買入國華航空42%的股份。1997年7月，国华航空与华信航空研究合并的可行性及资源、订位系统的整合。
1997年8月10日，國華航空7601號班機在馬祖墜毀；空難後不久，國華航空停飛離島航線。1998年3月20日，國華航空因兩年內發生三次空難，被中華民國交通部下令停飛所有航線。1998年4月4日，基於清明節旅客疏運的需要，交通部民用航空局同意國華航空恢復部分離島及無替代性航線。
1999年8月8日，國華航空合併至華信航空，結束營業。

## 機隊

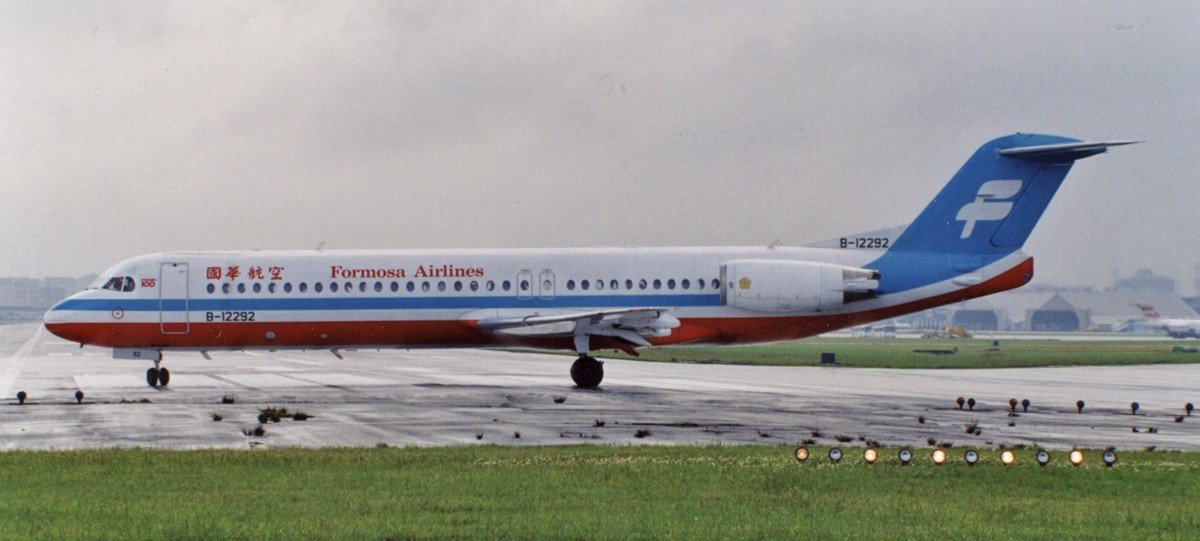
國華航空編號B-12292的福克F100型客機。

資料來源：

### 被併購前所持有的機種

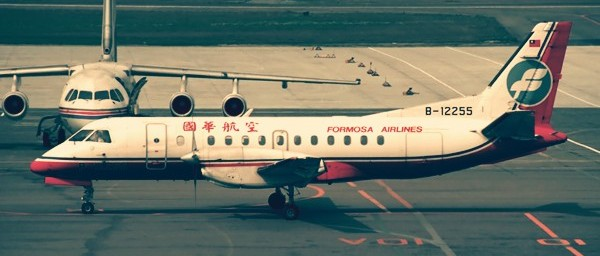
國華航空 薩博340B

- 薩博340：9架（其中1架墜毀），最後遭民航局全面停飛
- 多尼爾228，墜毀2架，其餘機隊先後轉給華信、德安使用
- 福克F50：7架，後轉給華信使用，已經全面退役
- 福克F100：2架，後轉給華信使用，已經全面退役，目前華信由E190-AR取代

### 歷史機種
- BN-2
- Cessna 404 Titan[11]
- Cessna A185F
- 道格拉斯DC-6
- 多尼爾328 : 已完成國華航空塗裝，但最後並未交機。
- Hughes 300
- KH-4
- 肖特360 : 已完成永興航空塗裝，編號為B-12277（G-BPFR），但最後並未交機。

## 航點
- 臺北松山機場
- 新竹機場
- 臺中水湳機場
- 高雄國際機場
- 馬公機場
- 綠島機場
- 蘭嶼機場
- 台東豐年機場
- 北竿機場

## 事故及空難

### 永興航空時期
- 1983年10月9日，一架布里顿-诺曼BN-2A-8型客機（註冊編號B-12202）在蘭嶼機場降落時損毀。[12]
- 1989年（民國78年[13]）6月27日，一架塞斯納404「泰坦」型客機（Cessna 404 Titan，註冊編號B-12206）在高雄機場附近墜毀並劇烈爆炸起火燃燒[13]，12人罹難。[14]
- 1990年8月14日，一架多尼爾228-201貨機（註冊編號B-12268）在降落蘭嶼機場13號跑道時，在離跑道50英尺處過早著陸，造成飛機起落架損毀，機上2名機組人員無人受傷。[15]

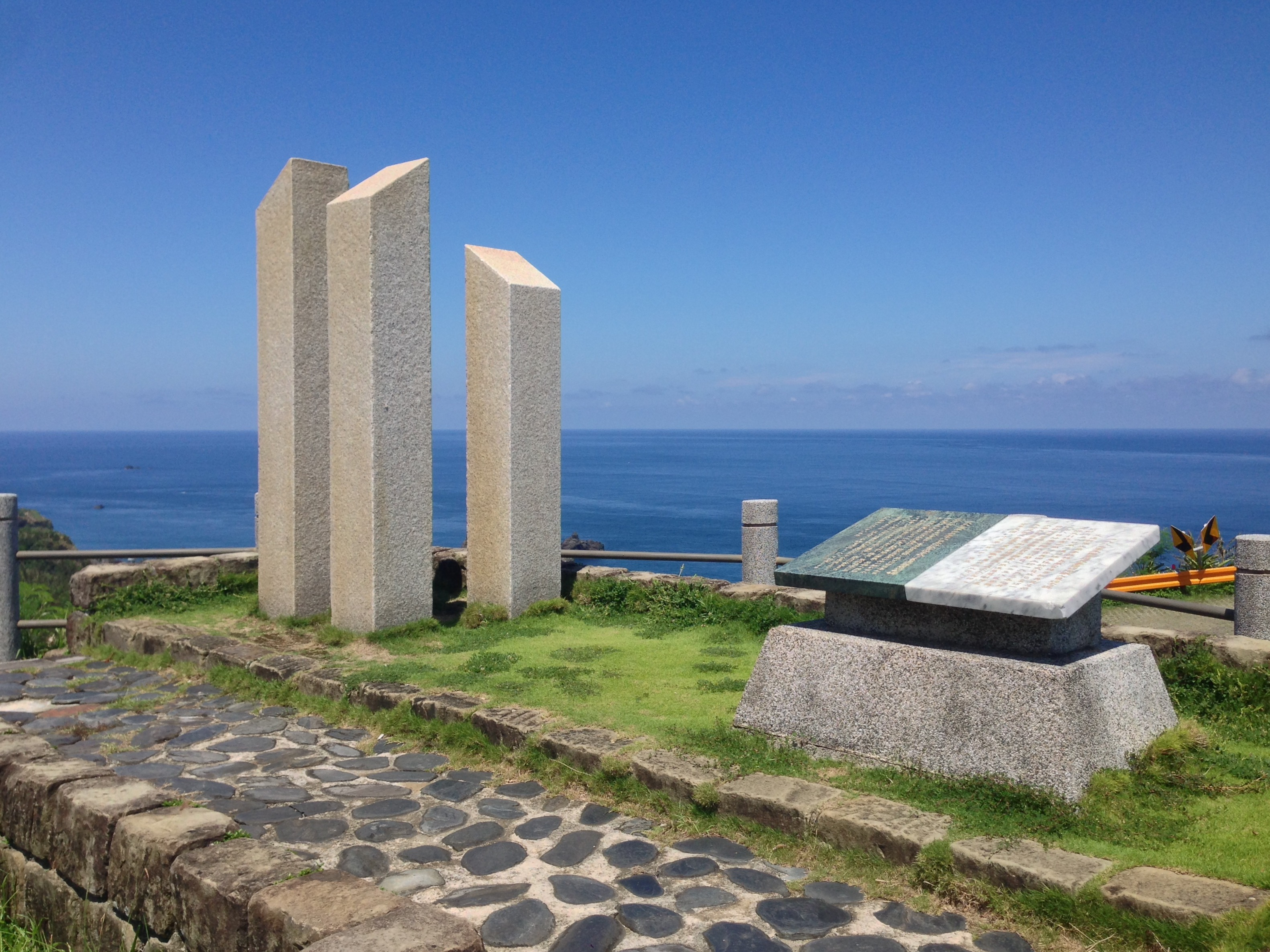
1993年永興航空客機失事因公殉職人員紀念碑

- 1993年（民國82年[13]）2月28日，永興航空一架從臺北松山機場[13]飛往蘭嶼的多尼爾228-201型客機（註冊編號B-12238），在暴雨中進近蘭嶼機場時墜毀在綠島蘭嶼海上[13]，機上4名乘客和2名機組人員全部遇難。[16]
- 1993年6月14日，一架從台東機場飛往綠島機場的多尼爾228-201型客機（註冊編號B-12298），在降落綠島機場跑道時過早著陸，導致右側起落架損毀。[17]

### 國華航空時期
- 1995年6月15日，一架從綠島機場飛往台東機場的多尼爾228-201型客機（註冊編號B-12288）在台東機場以機腹迫降。[18]3日後，一架註冊編號為B-12208的同型客機在綠島機場滑行時失控跌落水溝。[19]
- 1996年4月5日，從臺北松山機場飛往馬祖北竿機場的國華航空7613號班機多尼爾228-212型客機（註冊編號B-12257）[20]，在北竿機場外海一海浬處失事墜海，機上乘客中五人溺斃一人失蹤。[13]空難是因為正副机师降落前專注寻找跑道而疏于注意飞行高度，導致高度过低；飛機墜毀後，又因后续处理不当，过于急切打开机舱，导致机舱大量进水造成乘客死亡和失踪。事後正副机师被判业务过失致死罪。[21]
- 1997年8月10日台北時間8時30分，從台北松山機場至馬祖北竿機場的國華航空7601號班機[22]多尼爾228-212型客機（註冊編號B-12256）在壁山墜毀。機上14名乘客和2名駕駛全部罹難。[23]空難原因是因為駕駛員飛錯航道導致撞山。[24]
- 1998年3月18日，一架由新竹機場飛往高雄的薩博340（註冊編號B-12255，國華航空7623號班機），自新竹機場起飛後兩分鐘從雷達上消失，墜毀在新竹機場外海六海浬的海面上。機上8名乘客和5名機組人員全部罹難。交通部民航局事後將該公司同型號飛機全部停飛。[25]

## 外部連結
- Airliners.net上國華航空飛機的照片 （页面存档备份，存于）（英文）
- 噴有永興航空塗裝的多尼爾228 （页面存档备份，存于）
- 停放在松山機場的永興航空DC-6客機（英文）
- Aviation Safety Network上記載的永興航空 （页面存档备份，存于）和國華航空 （页面存档备份，存于）所發生的事故及空難列表（英文）